# Serie B 1994/1995
Soutěžní ročník Serie B 1994/95 byl 63. ročník druhé nejvyšší italské fotbalové ligy. Soutěž začala 4. září 1994 a skončila 11. června 1995. Účastnilo se jí 20 týmů, z toho se 12 kvalifikovalo z minulého ročníku, 4 ze Serie A a 4 ze třetí ligy. Nováčci ze třetí ligy jsou: AC ChievoVerona, AC Perugia, Salernitana Sport, Como Calcio. Prvně se hrálo 3 bodovým systémem za výhru.

## Tabulka
| Poř. | Tým                   | Z  | V  | R  | P  | VG | OG | B  |
| ---- | --------------------- | -- | -- | -- | -- | -- | -- | -- |
| 1.   | Piacenza FC           | 38 | 19 | 14 | 5  | 55 | 27 | 71 |
| 2.   | Udinese Calcio        | 38 | 19 | 13 | 6  | 63 | 35 | 70 |
| 3.   | Vicenza Calcio        | 38 | 17 | 17 | 4  | 54 | 26 | 68 |
| 4.   | Atalanta BC           | 38 | 17 | 15 | 6  | 49 | 36 | 66 |
| 5.   | Salernitana Sport     | 38 | 16 | 13 | 9  | 57 | 40 | 61 |
| 6.   | Ancona Calcio         | 38 | 16 | 10 | 12 | 55 | 50 | 58 |
| 7.   | AC Perugia            | 38 | 12 | 18 | 8  | 47 | 35 | 54 |
| 8.   | AC Cesena             | 38 | 12 | 15 | 11 | 44 | 43 | 51 |
| 9.   | AC Benátky            | 38 | 14 | 8  | 16 | 46 | 44 | 50 |
| 10.  | Hellas Verona FC      | 38 | 11 | 15 | 12 | 40 | 40 | 48 |
| 11.  | Pescara Calcio        | 38 | 11 | 13 | 14 | 50 | 63 | 46 |
| 12.  | US Palermo            | 38 | 10 | 14 | 14 | 33 | 35 | 44 |
| 13.  | AC ChievoVerona       | 38 | 10 | 14 | 14 | 35 | 38 | 44 |
| 14.  | AS Fidelis Andria     | 38 | 8  | 20 | 10 | 36 | 41 | 44 |
| 15.  | Cosenza Calcio 1914 1 | 38 | 11 | 18 | 9  | 38 | 35 | 42 |
| 16.  | AS Lucchese Libertas  | 38 | 8  | 18 | 12 | 49 | 54 | 42 |
| 17.  | AS Acireale           | 38 | 10 | 11 | 17 | 27 | 42 | 41 |
| 18.  | Ascoli Calcio 1898    | 38 | 7  | 13 | 18 | 27 | 57 | 34 |
| 19.  | Como Calcio           | 38 | 7  | 12 | 19 | 25 | 58 | 33 |
| 20.  | US Lecce              | 38 | 5  | 9  | 24 | 36 | 67 | 24 |

Poznámky
- Z = Odehrané zápasy; V = Vítězství; R = Remízy; P = Prohry; VG = Vstřelené góly; OG = Obdržené góly; B = Body
- za výhru 3 body, za remízu 1 bod, za prohru 0 bodů.
- 1  Cosenza Calcio 1914 přišla během sezóny o 9 bodů.

|  | Postup do Serie A 1995/96  |
|  | Sestup do Serie C1 1995/96 |

## Střelecká listina
| P.  | Nár    | Hráč                 | Tým                  | Branky |
| --- | ------ | -------------------- | -------------------- | ------ |
| 1.  | Itálie | Giovanni Pisano      | Salernitana Sport    | 21     |
| 2.  | Itálie | Giovanni Cornacchini | AC Perugia           | 20     |
| 3.  | Itálie | Roberto Murgita      | Vicenza Calcio       | 19     |
| 3.  | Itálie | Marco Negri          | Cosenza Calcio 1914  | 19     |
| 5.  | Itálie | Roberto Paci         | AS Lucchese Libertas | 18     |
| 6.  | Itálie | Filippo Inzaghi      | Piacenza FC          | 15     |
| 6.  | Itálie | Nicola Amoruso       | AS Fidelis Andria    | 15     |
| 6.  | Itálie | Gianpiero Piovani    | Piacenza FC          | 15     |
| 6.  | Itálie | Dario Hübner         | AC Cesena            | 15     |
| 10. | Itálie | Maurizio Ganz        | Atalanta BC          | 14     |
| 10. | Itálie | Raffaele Cerbone     | AC Benátky           | 14     |